# Henryk Kański

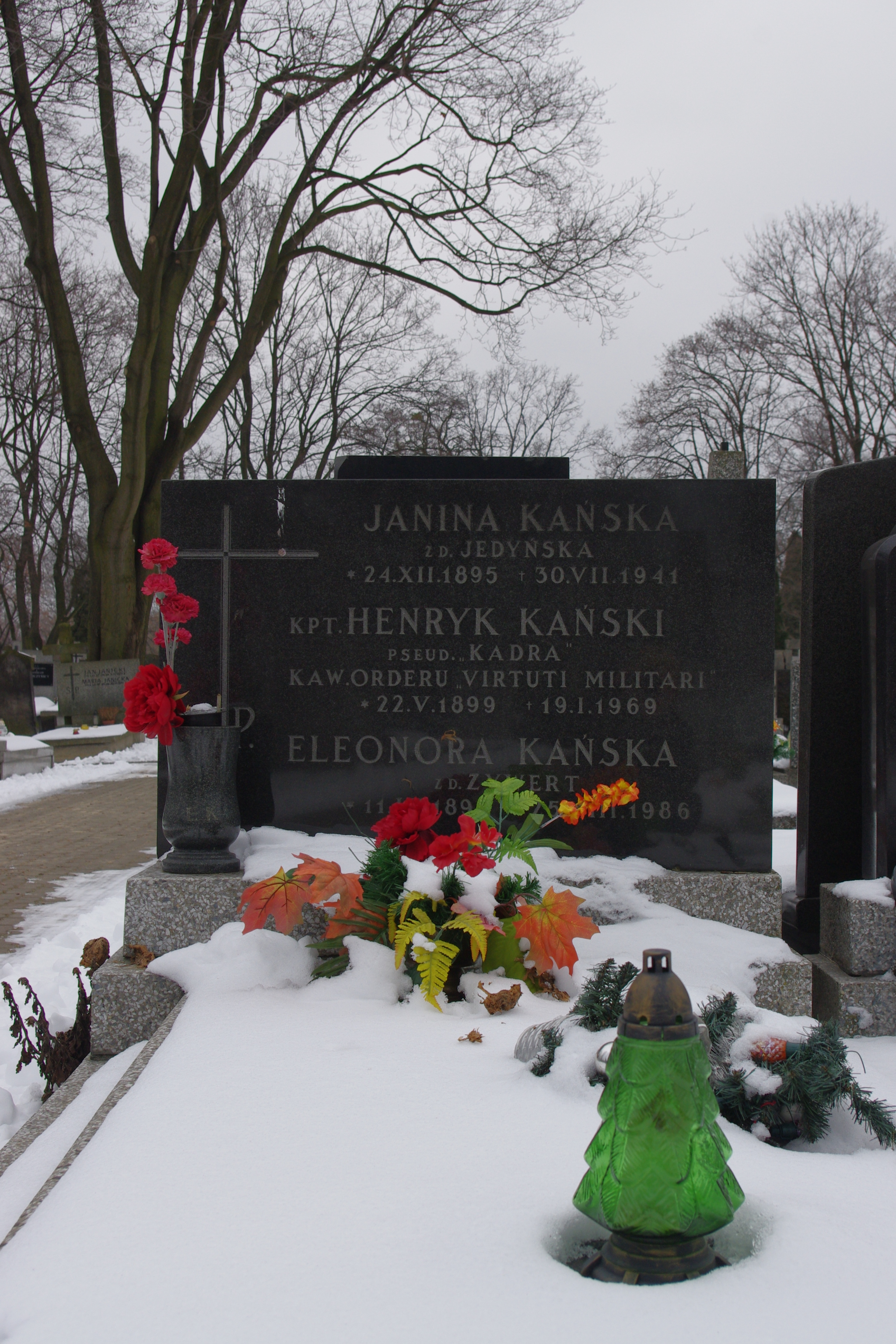
Grób kpt. Henryka Kańskiego ps. „Kadra” na cmentarzu Bródnowskim w Warszawie

Henryk Kański, ps. Kadra (ur. 22 maja 1899 w Warszawie, zm. 19 stycznia 1969 tamże) – kapitan Wojska Polskiego, odznaczony orderem Virtuti Militari, Krzyżem Walecznych i Srebrnym Krzyżem Zasługi z Mieczami.

## Życiorys
W młodości działał w harcerstwie, będąc w randze instruktora brał w 1919 udział jako ochotnik w obronie Lwowa. Za udział w III powstaniu śląskim w 1921 otrzymał Gwiazdę Górnośląską. Po zakończonej służbie wojskowej został w stopniu porucznika 21 pułku piechoty „Dzieci Warszawy” przeniesiony do rezerwy. We wrześniu 1939 brał udział w obronie Warszawy, w 1940 wstąpił do ZWZ, a następnie do Armii Krajowej, gdzie przyjął pseudonim Kadra. Był dowódcą kompanii Milicji PPS w III batalionie OW PPS im. Stefana Okrzei. Walczył podczas powstania warszawskiego, a po jego upadku został przewieziony do obozu jenieckiego. Po 1945 poza pracą zawodową działał w ZBoWiD.

## Ordery i odznaczenia
- Krzyż Srebrny Orderu Virtuti Militari nr 12368[3]
- Krzyż Kawalerski Orderu Odrodzenia Polski[2]
- Krzyż Walecznych[2]
- Srebrny Krzyż Zasługi z Mieczami[2]
- Złoty Krzyż Zasługi[2]
- Krzyż Partyzancki[2]